# جنيه ليبي

جنيه ليبي واحد من إصدار 1 يناير 1952

الجنيه الليبي كان عملة ليبيا بين عامي 1951 - 1971 وكان الجنيه مكونا من 100 قرش أو 1,000 مليم.

## تاريخ
عندما كانت ليبيا جزء من الأراضي التي تحكمها الدولة العثمانية كانت تستخدم القرش العثماني إضافة لبعض العملات المحلية، وعندما احتلت إيطاليا ليبيا في 1911 صارت الليرة الإيطالية العملة الرسمية في البلاد. في 1943 تم تقسيم ليبيا بين فرنسا وبريطانيا لتصير برقة وطرابلس تحت الانتداب البريطاني فيما صارت فزان تحت الانتداب الفرنسي. واستعمل الفرنك الجزائري في فزان الخاضعة للحكم الفرنسي فيما استعملت الليرة الطرابلسية التي أصدرتها السلطة العسكرية البريطانية في المناطق الخاضعة للحكم البريطاني.
في 1951 تم إصدار الجنيه ليحل محل الليرة والفرنك ليصير الجنيه = 480 ليرة = 980 فرنك. استبدل الجنيه بالدينار في العام 1971.

## العملات المعدنية
تم إصدار العملات المعدنية في 1952 بقيم 1 ،2 و 5 مليمات و1 و2 قروش. وفي 1965 تم الإصدار الثاني من العملات المعدنية 1 5 10 20 50 و 100 مليم واستمر التداول بها حتى العام 1971، كما لم يتم إصدار أي عملات معدنية حتى العام 1975.

## العملات الورقية
في 1951 أصدرت الحكومة عملات ورقية من فئة 5 و10 قروش إضافة ل¼, ½, 1، 5، 10 جنيهات وفي 1959 تولى بنك ليبيا الوطني عملية إصدار العملات النقدية الليبية بقيم ½, 1 ، 5 و10 جنيهات. وفي 1963 تولى بنك ليبيا المركزي إصدار العملات من بنك ليبيا الوطني وبذات القيمة.